# Любель (Нижньосілезьке воєводство)
Любель (пол. Lubiel) — село в Польщі, у гміні Вонсош Ґуровського повіту Нижньосілезького воєводства.
Населення — 341 особа (2011).
У 1975-1998 роках село належало до Лешненського воєводства.

## Демографія
Демографічна структура станом на 31 березня 2011 року:
|          | Загалом | Допрацездатний вік | Працездатний вік | Постпрацездатний вік |
| -------- | ------- | ------------------ | ---------------- | -------------------- |
| Чоловіки | 168     | 36                 | 121              | 11                   |
| Жінки    | 173     | 32                 | 104              | 37                   |
| Разом    | 341     | 68                 | 225              | 48                   |